# Verdrag van Joinville
Het Verdrag van Joinville, getekend op 2 januari 1585 op het kasteel van Joinville, kwam voort uit onderhandelingen in december 1584 tussen Hendrik I van Guise namens de katholieke liga in koninkrijk Frankrijk en Filips II van Spanje.
Het verdrag behelsde drie bepalingen:
1. Het katholicisme zou de enig toegestane godsdienst worden in Frankrijk
2. Hendrik van Navarra, eerste in lijn voor troonopvolging maar protestant, zou worden uitgesloten voor de erfopvolging
3. Volgend op de punten 1. en 2. zegde Spanje financiële steun toe aan de katholieken.

De beweegreden voor Hendrik van Guise om dit verdrag aan te gaan kwam voort uit de groeiende aanhang en populariteit van Hendrik van Navarra, waardoor de katholieke zaak zwaar onder druk kwam te staan (Guise ambieerde overigens de Franse troon).
Voor Filips II speelde nog een andere reden mee. Angst bestond, dat bij een protestants koningschap het Engeland onder Elisabeth I partij zou kiezen voor de protestantse zaak en daarmee Spanje in een isolement zou werpen, waardoor ook de opstand in de Nederlanden voor Spanje onder druk kwam te staan.
Hoewel het geen rechtstreekse oorlogsverklaring richting Engeland was, meende Elisabeth I te moeten reageren op dit verdrag en besloot de opstand in de Nederlanden te steunen. Dit werd bekrachtigd door het Verdrag van Nonsuch en zou de strijd tussen Spanje en Engeland doen laten oplaaien.